# Eijirō Yanagi
Eijirō Yanagi (柳永二郎, Yanagi Eijirō), né le 16 septembre 1895 dans la préfecture de Hyōgo et mort le 24 avril 1984, est un acteur japonais. Son vrai nom est Takeshi Nagai (永井武, Nagai Takeshi).

## Biographie
Eijirō Yanagi s'est marié à l'actrice Yuriko Hanabusa. Il a tourné dans plus de 160 films entre 1940 et 1975.

## Filmographie partielle

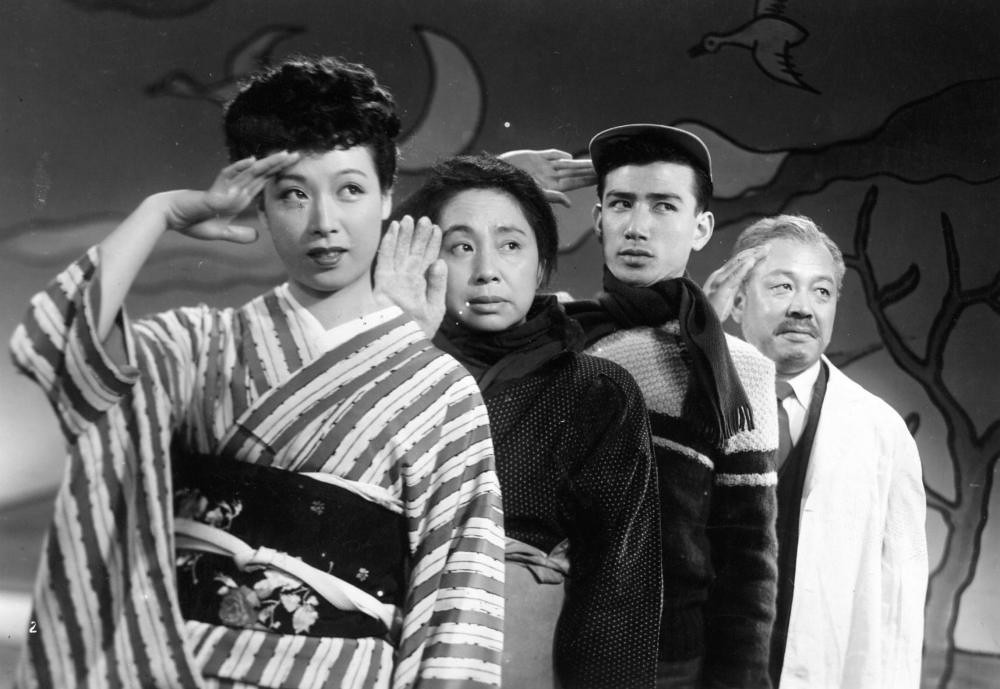
Chikage Awashima, Akiko Tamura, Keiji Sada et Eijirō Yanagi dans Pas de consultations aujourd'hui (1952).

- 1943 : La Chanson de la lanterne (歌行燈, Uta andon?) de Mikio Naruse : Jirozou
- 1945 : L'Épée Bijomaru (名刀美女丸, Meito bijomaru?) de Kenji Mizoguchi : Kiyohide Yamatomori
- 1950 : Le Destin de madame Yuki (雪夫人絵図, Yuki fujin ezu?) de Kenji Mizoguchi : Naoyuki Shinano
- 1951 : Miss Oyu (お遊さま, Oyū-sama?) de Kenji Mizoguchi : Eitaro
- 1951 : Le Fard de Ginza (銀座化粧, Ginza Keshō?) de Mikio Naruse : Seikichi Kineya
- 1951 : L'Idiot (白痴, Hakuchi?) d'Akira Kurosawa : Tohata
- 1952 : Pas de consultations aujourd'hui (本日休診, Honitsu kyūshin?) de Minoru Shibuya : Dr Mikumo
- 1952 : La Vie d'O'Haru femme galante (西鶴一代女, Saikaku ichidai onna?) de Kenji Mizoguchi : le faux monnayeur
- 1952 : Le Goût du riz au thé vert (お茶漬の味, Ochazuke no aji?) de Yasujirō Ozu : Yamauchi
- 1952 : Forever My Love (いついつまでも, Itsu itsu made mo?) de Paul Sloane
- 1955 : Le Héros sacrilège (新・平家物語, Shin heike monogatari?) de Kenji Mizoguchi : l'empereur Shirakawa
- 1956 : Koi sugata kitsune goten (恋すがた狐御殿?) de Nobuo Nakagawa
- 1958 : Les Tambours de la nuit (夜の鼓, Yoru no tsuzumi?) de Tadashi Imai
- 1961 : Akō rōshi (赤穂浪士, Akō rōshi?) de Sadatsugu Matsuda : Yanagisawa
- 1962 : La Légende de Zatoïchi : Le Masseur aveugle (座頭市物語, Zatōichi monogatari?) de Kenji Misumi : le parrain Sukegoro d'Iioka
- 1962 : Tuer ! (斬る, Kiru?) de Kenji Misumi
- 1962 : La Renarde folle (恋や恋なすな恋, Koi ya koi nasuna koi?) de Tomu Uchida
- 1963 : Rififi à Tokyo de Jacques Deray : Ishimoto
- 1963 : Kyoto (古都, Koto?) de Noboru Nakamura : le père de Ryusuke et de Shin'ichi
- 1963 : La Vengeance d'un acteur (雪之丞変化, Yukinojō henge?) de Kon Ichikawa : Hiromiya
- 1963 : Contes cruels du Bushido (武士道残酷物語, Bushidō zankoku monogatari?) de Tadashi Imai : Gonnosuke Shizuta
- 1964 : Le Parfum de l'encens (香華, Koge?) de Keisuke Kinoshita : gérant d'hôtel
- 1967 : Le Banquet (宴, Utage?) de Heinosuke Gosho
- 1968 : Le Soleil de Kurobe (黒部の太陽, Kurobe no taiyō?) de Kei Kumai : Fujimura
- 1969 : Chō kōsō no akebono (超高層のあけぼの?) de Hideo Sekigawa
- 1975 : Kenji Mizoguchi ou la vie d'un artiste (ある映画監督の生涯 溝口健二の記録, Aru eiga-kantoku no shōgai Mizoguchi Kenji no kiroku?) de Kaneto Shindō (documentaire) : lui-même

## Distinctions
- Récipiendaire de la médaille au ruban pourpre en 1966